# Kubuswoningen (Rotterdam)
De kubuswoningen in Rotterdam zijn 38 kubusvormige paalwoningen en 13 bedrijfskubussen bij de Blaak nabij de Oude Haven. Ze zijn gebouwd tussen 1982 en 1984, na een eerste presentatie van de plannen in 1978. Het ontwerp van Piet Blom is een variant op de Helmondse kubuswoning in een iets groter maatraster. Het viaduct op één hoog heet officieel de Overblaak, maar het hele complex staat bekend als het Blaakse Bos. De kubuswoningen zijn gebouwd in de vorm van een gekantelde kubus op een paal, en worden ook wel paalwoning of boomwoning genoemd.

## Voorgeschiedenis

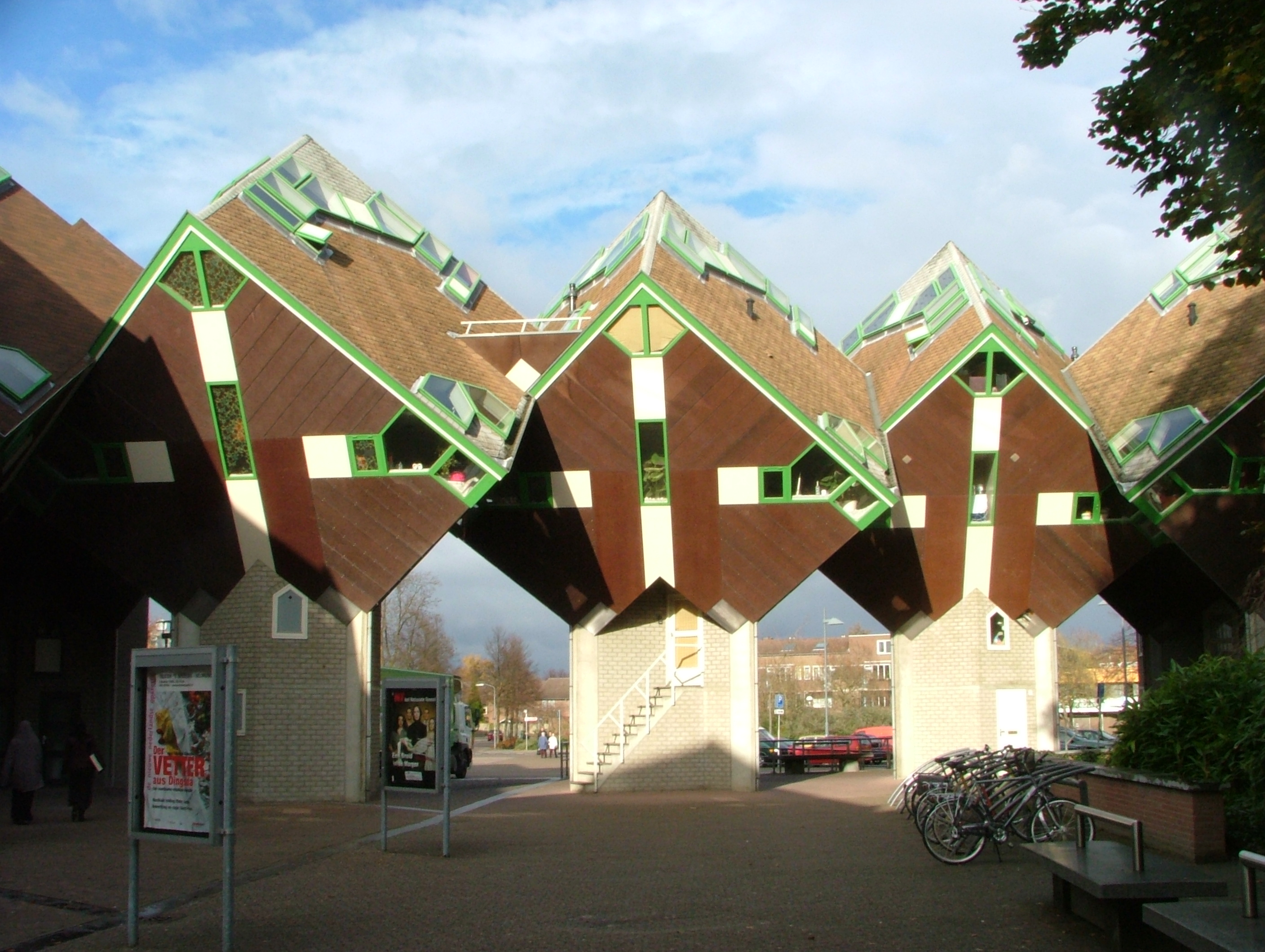
kubuswoningen Helmond

In de jaren 70 van de 20e eeuw wilden architecten met inspraak van de bewoners en andere gebruikers herbergzame woonwijken maken als reactie op het grootschalig en een grijze modernisme van de architectuur van de wederopbouw na WOII. Piet Blom, structuralist en adept van Aldo van Eyck ging ervan uit dat grootschalige bouwwerken op 's mensen maat moesten gebouwd worden door ze op te bouwen uit kleinschalige herkenbare elementen. Het basisidee, dat er gebouwd wordt op kolommen, zodat de ruimte onder de bebouwing openbaar kan blijven, is afkomstig van Le Corbusier. De eerste drie kubuswoningen werden in 1974 en 1975 gebouwd aan de Europaweg in Helmond, als voorproefje voor een groter project, dat in de jaren daarop gerealiseerd werd. De 18 woningen van het vervolgproject omringden het theater 't Speelhuis, waarmee ze een architectonisch geheel vormden.

## Indeling
In de kubuswoning van Blom zitten drie woonlagen: onderin het zogenoemde straathuis met de keuken en de woonkamer, tussenin het hemelhuis met ruimte voor studeer- en slaapkamers, en bovenin de loofhut, een driezijdige piramide met plaats voor een serre, een balkon of een bescheiden tuintje. In de zeshoekige kolom waarop de woning rust, bevinden zich de entree en het trappenhuis.
De kubuswoningen zijn in particulier bezit en worden bewoond. Vanwege de locatie boven een drukke autoweg zijn alle loofhutten uitgevoerd als gesloten kamers met kantelramen. De grotere kubussen huisvesten een amusementscentrum, kantoren en studio's.

## Musea
Een van de woningen, de Kijk-kubus, fungeert als een publiek museum over het leven in en inrichten van paalwoningen.
Een andere woning, de Kunstkubus aan Overblaak 30, fungeert als woonhuis-museum en kunstgalerie voor lokale artiesten. De Kunstkubus is een plek waar kunst en architectuur samenkomen. Met de oorspronkelijke woonindeling intact gelaten, vormt deze kubuswoning het decor voor het werk van diverse kunstenaars.
De kubus aan Overblaak 94 huisvest het Schaakstukkenmuseum.

## Superkubussen
Aan het begin en het einde van het complex staan twee grote kubussen. Dit waren oorspronkelijk bedrijfsruimten. De ene bevatte een lasergamehal the Lazerzone. Gezien de bizarre vorm van de ruimte was de kubus een geschikte plaats voor een gamehal. Na een faillissement, mede door de hoge huurprijs, stond het gebouw jaren leeg. Deze kubus kwam in het nieuws, doordat de gemeente voornemens was er een opvang voor gedetineerden te vestigen wat tot groot ongenoegen leidde bij omwonenden. De verbouwde kubus dong in 2014 mee naar de rijksprijs De Gouden Piramide. Een bewoner vergeleek dit met het plaatsen van een afkickkliniek onder de Eiffeltoren. Een tijd lang hingen er, rond juli 2015, vele affiches met de tekst "Maak van het Blaakse Bos geen Blaakse Bajes!".
De andere superkubus, die nog iets groter is, bevatte de Academie van Bouwkunst. Toen ook deze kubus leeg kwam te staan, is na een peiling onder de bewoners besloten de functie te wijzigen van bedrijfspand naar woonpand. Deze kubus is inmiddels verbouwd en betrokken door een Stayokay-hostel.

## Blaakse Bos
De naam Blaakse Bos van het complex verwijst naar de visie van de architect, waarin elke woning een boom voorstelt en het totale complex een bos. Het idee was een soort dorp in de grote stad, een veilige omgeving waarin diverse functies waren ondergebracht. Winkels, bedrijfjes, een school en speelruimte voor kinderen beneden op het verkeersvrije wandelgebied en wonen daarboven. De interactie tussen het private en openbare leven kan volgens het idee bijzonder groot zijn vanwege de schuine ramen in de huizen.

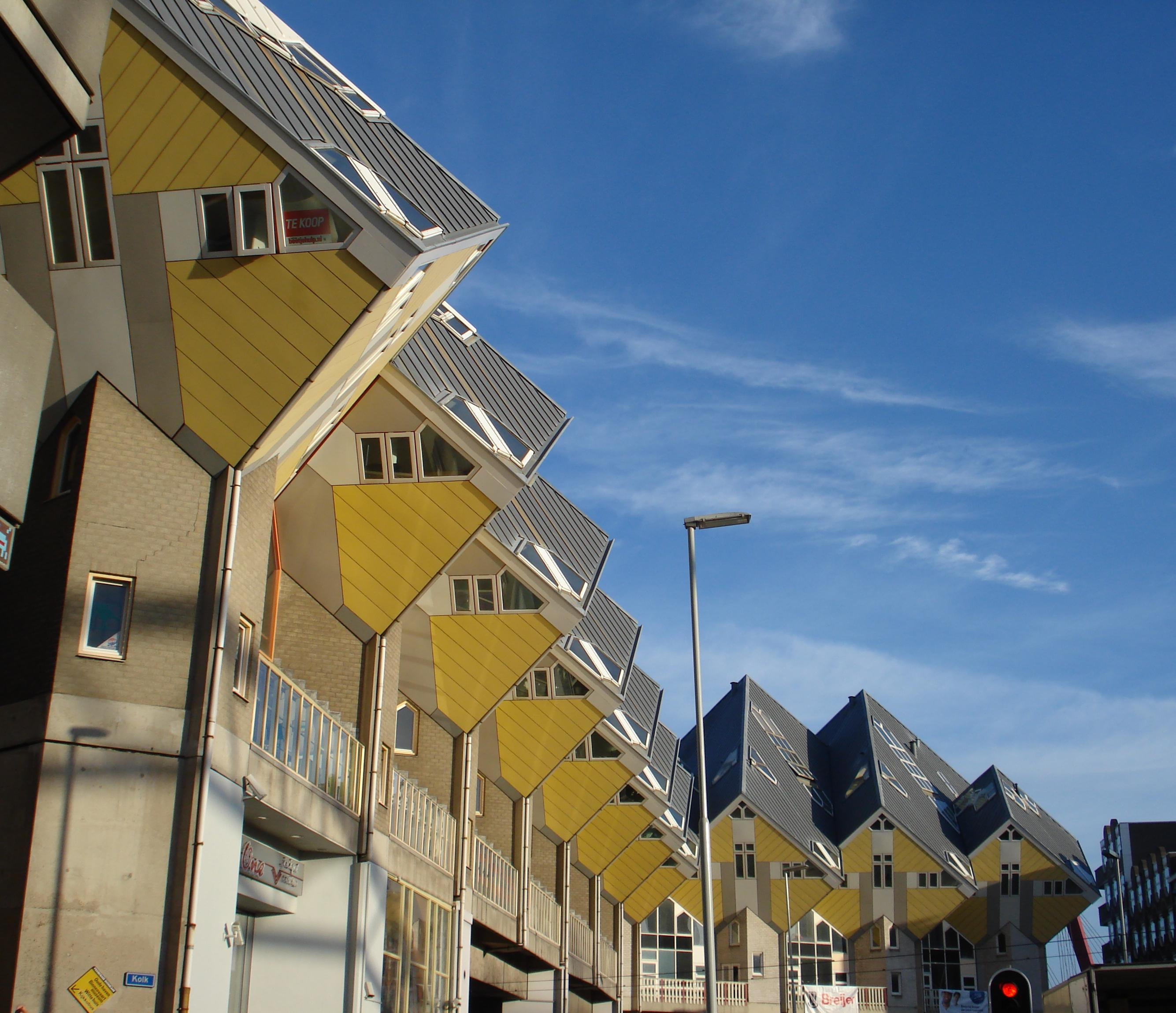
Rotterdamse kubuswoningen gezien vanaf de Binnenrotte
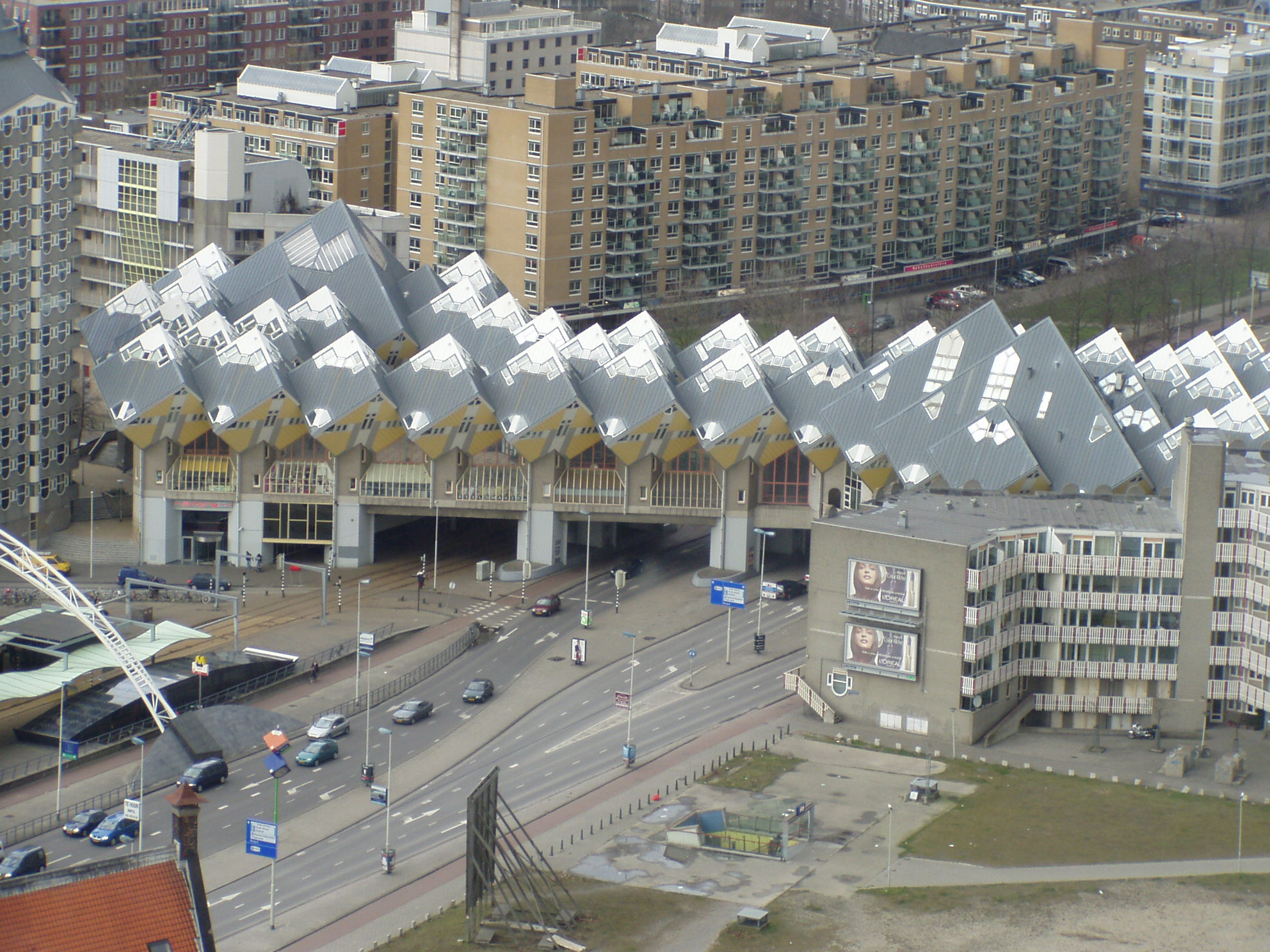
Kubuswoningen gezien vanaf de Waterstadtoren in 2005
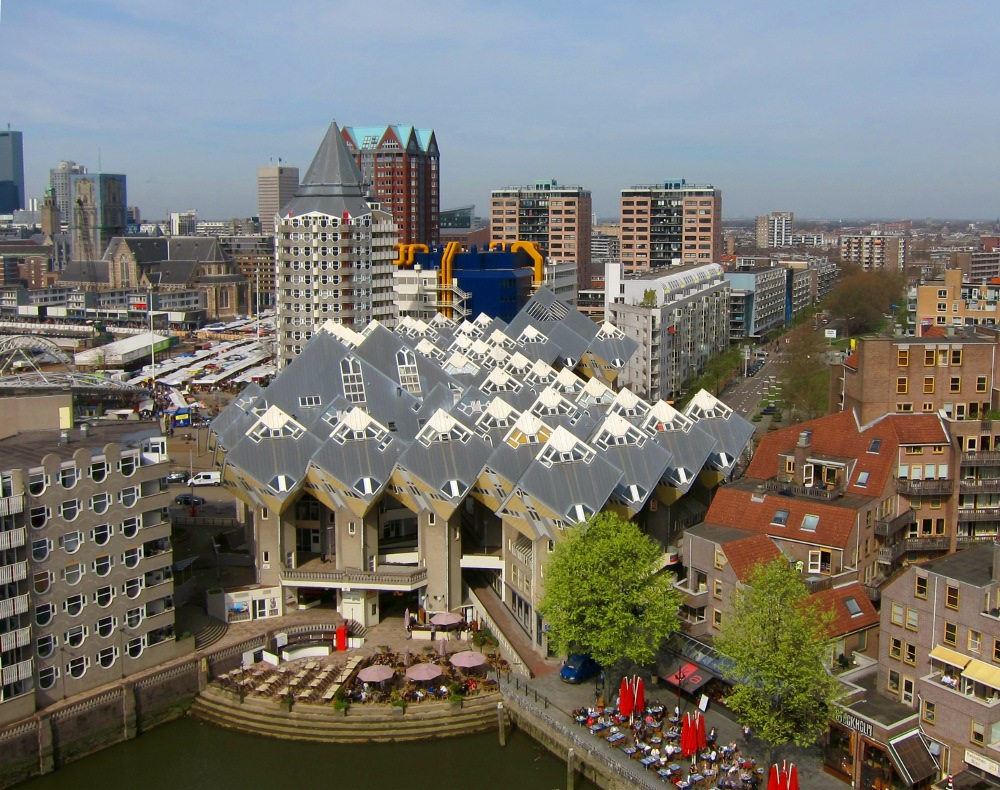
Luchtfoto gezien vanaf de Oude Haven (Rotterdam) in 2011
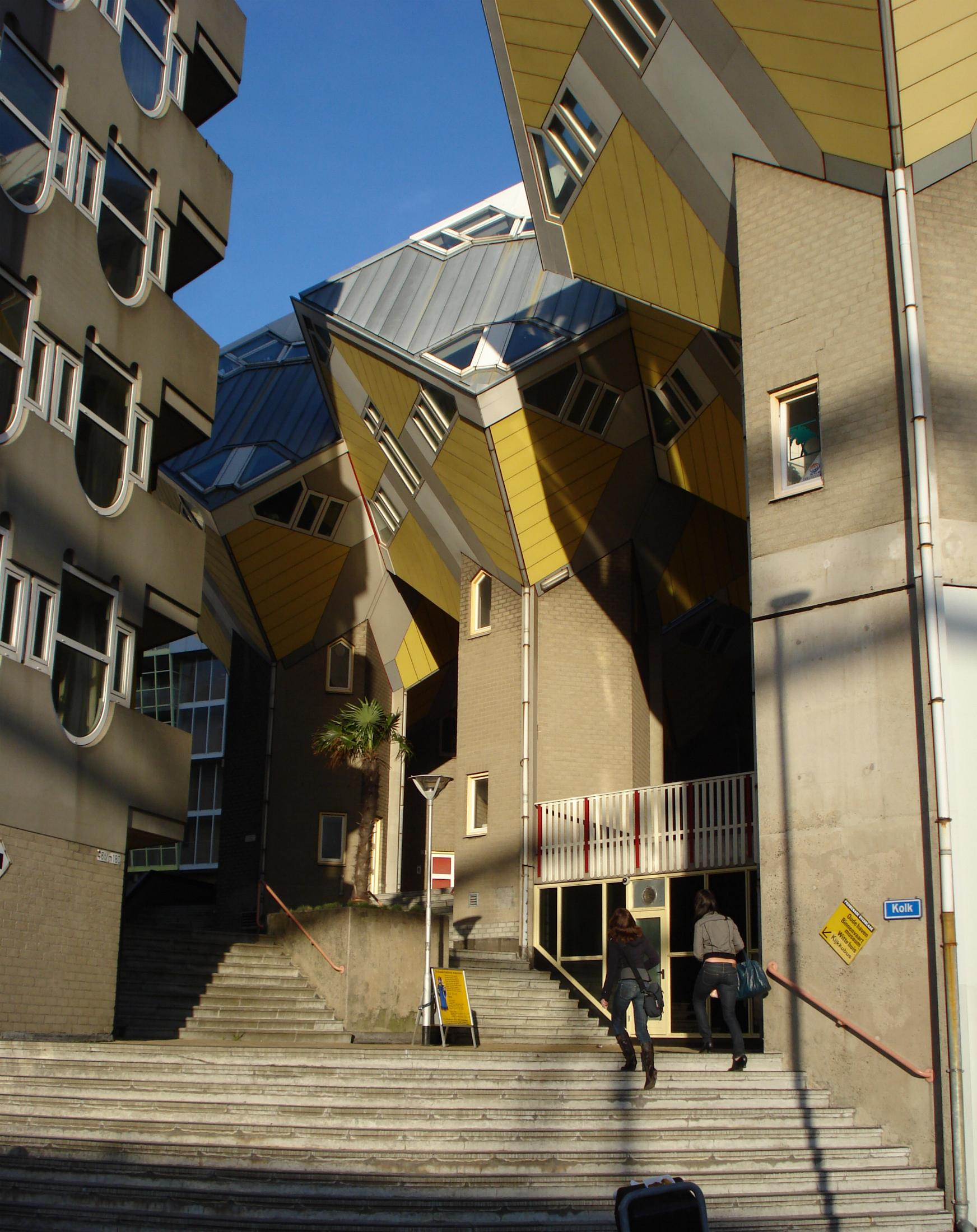
De Kolk (Rotterdam) en de Mosseltrap in 2006
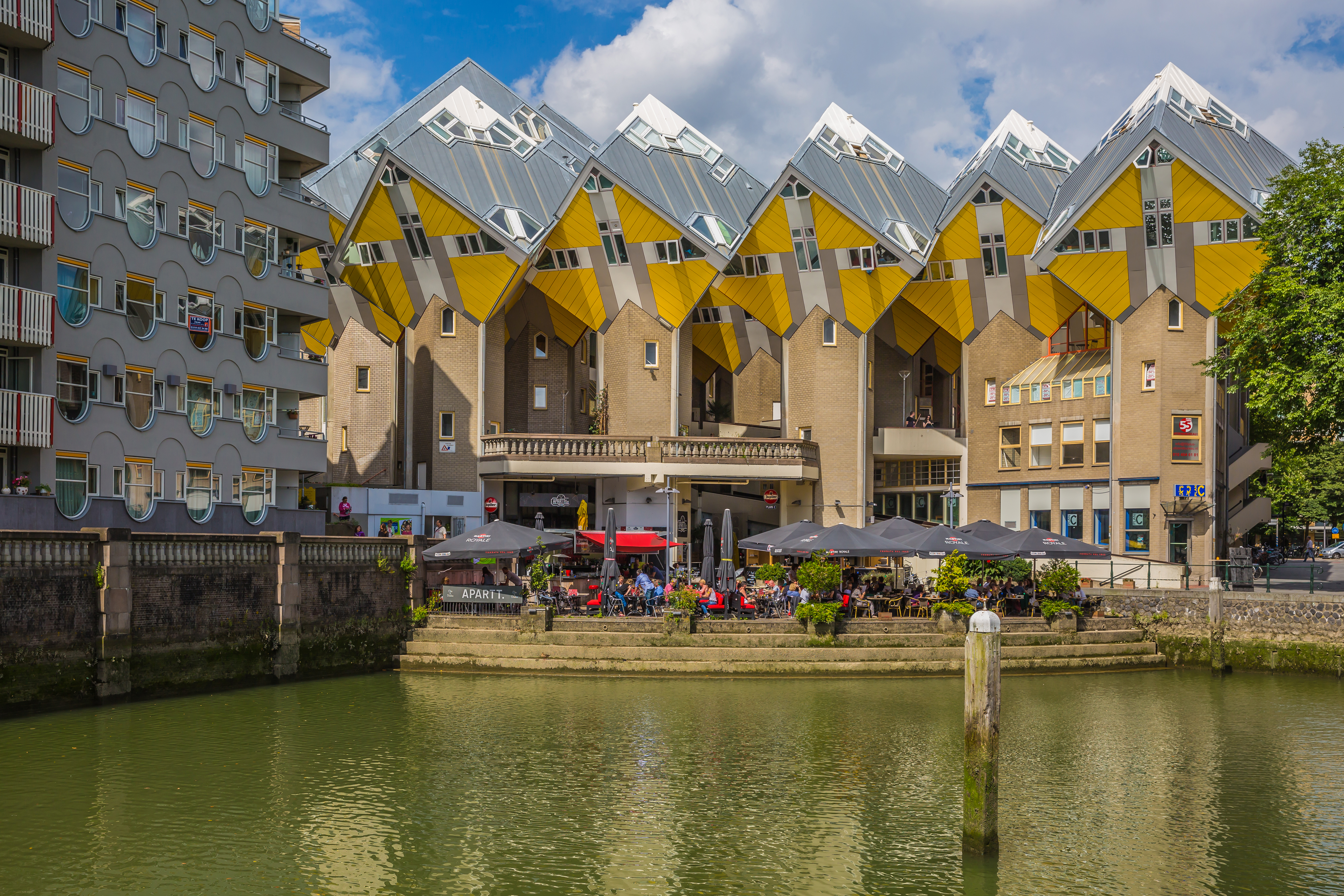
Plan C aan de Oude Haven in Rotterdam in 2018
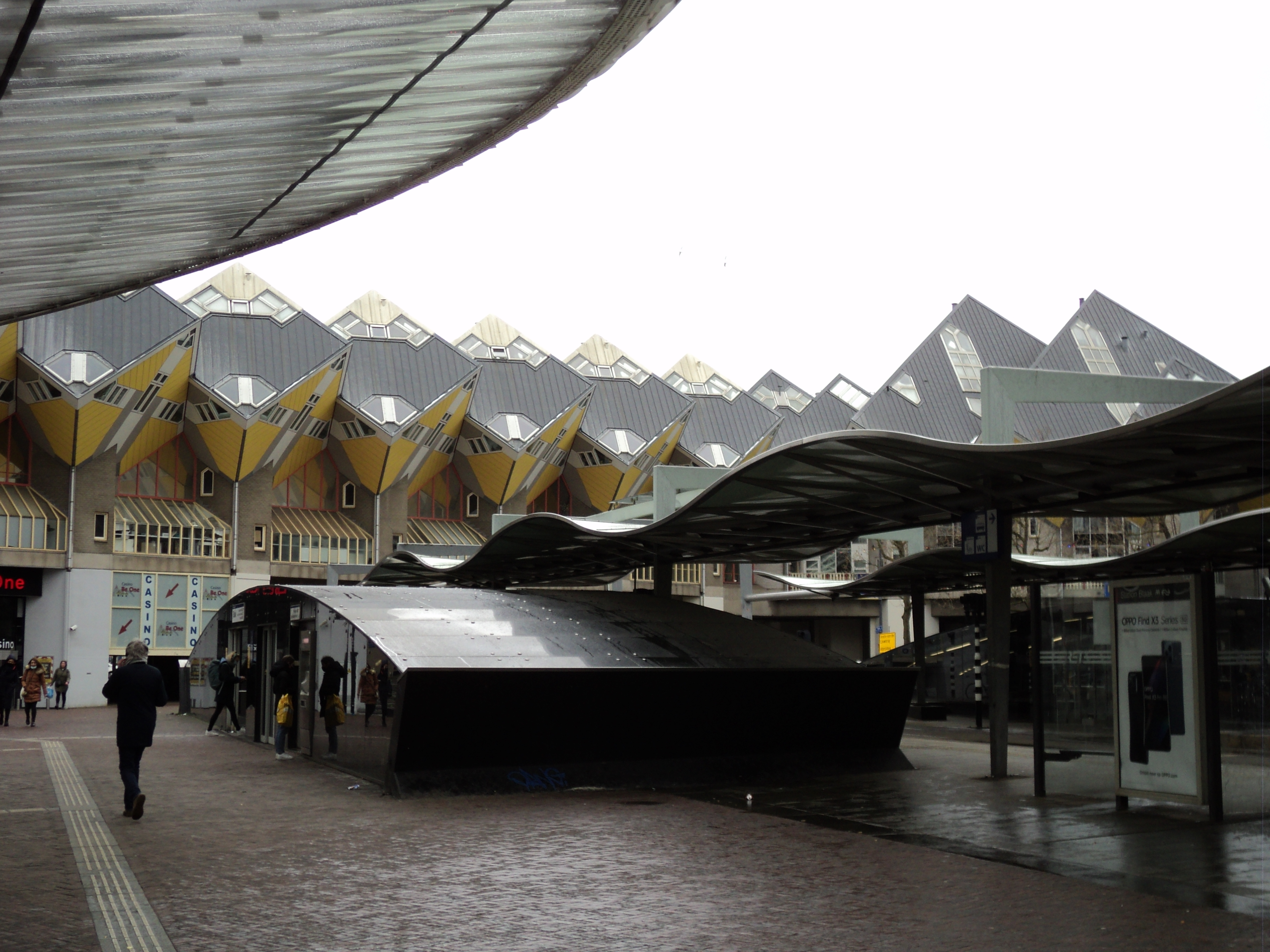
De kubuswoningen gezien vanaf station Blaak in 2021